# Agrotis andina
Agrotis andina är en fjärilsart som beskrevs av Köhler 1945. Agrotis andina ingår i släktet Agrotis och familjen nattflyn. Inga underarter finns listade i Catalogue of Life.